# Ostbraunschweigisches Hügelland
Das Ostbraunschweigische Hügelland (auch Ostfälisches Hügelland) bezeichnet naturräumlich die Hügellandschaft zwischen den fruchtbaren Bördelandschaften der Braunschweig-Hildesheimer Lößbörde im östlichen Niedersachsen und der Magdeburger Börde im westlichen Sachsen-Anhalt. Durch die Landschaft verlief die innerdeutsche Grenze. Der höchste und prägendste Höhenzug ist der Elm mit einer Höhe bis zu 323,3 m ü. NHN. Zwischen den Höhenzügen aus Trias, Jura und Kreide finden sich immer wieder mächtige Vorkommen von Löss.
Das Ministerium für Raumordnung, Landwirtschaft und Umwelt und das Landesamt für Umweltschutz Sachsen-Anhalt, die im Jahr 2001 eine Landschafts-Gliederung des Landes Sachsen-Anhalt vorgenommen haben, nennen den zu Sachsen-Anhalt gehörenden Teil des Ostbraunschweigischen Hügellandes Börde-Hügelland.
Ebenfalls als Ostbraunschweigisches Hügelland wird vom NLWKN seit 2018 die Kulturlandschaft K32 bezeichnet, die den niedersächsischen Teil des Naturraums sowie einen Teil des Ostbraunschweigischen Flachlands zwischen Braunschweig und Wolfsburg umfasst.

## Lage
Das Ostbraunschweigische Hügelland erstreckt sich in der Kernlandschaft von Braunschweig im Nordwesten bis Oschersleben im Südosten mit der Oker um Wolfenbüttel im Westen und dem Großen Graben als Südgrenze. Dieses Gebiet nimmt in West-Ost-Richtung etwa 50 km ein, in Nord-Süd-Richtung etwa die Hälfte. Zusätzlich werden im Westen noch die Randhöhen der Oker mit dem Oderwald hinzugerechnet. Größere Orte im Inneren gibt es nur in der niedersächsischen, westlichen Hälfte mit Schöningen im Zentrum, Helmstedt im Norden, Königslutter am Elm im Nordwesten und Schöppenstedt im Westen.
Die Nordgrenze der Landschaft zum Ostbraunschweigischen Flachland als Bestandteil des Weser-Aller-Flachlands, das sich im Norden anschließt, folgt nicht, wie die Namensgebung vermuten ließe, den Höhenlagen, sondern der Bodengüte in den mittleren Lagen und Niederungen. So erreicht der Lappwald mit bis 194 m ü. NHN fast die Höhen seiner östlich von Sommersdorf 211,1 m erreichenden, bis zum Hohen Holz (bis 208,8 m) reichenden Fortsetzung nach Südosten, gehört aber wegen des Verschwindens der Lössdecke selbst an den Flanken zum Ostbraunschweigischen Flachland, während seine südöstliche Fortsetzung im Lee des Elm bis in die höheren Lagen von quartären Gesteinen bedeckt ist. Und der bis 179 m erreichende Flechtinger Höhenzug östlich des Lappwaldes überragt sogar die sich südlich anschließenden Landschaften des Ostbraunschweigischen Hügellandes deutlich.
Nach Süden fällt die Landschaft zum Nachbar-Naturraum Großes Bruch (Haupteinheit 511) deutlich ab, südlich davon schließt sich die Harzrandmulde (510) an, die ebenfalls durch inselartige Höhenzüge geprägt ist, jedoch insgesamt ein geringeres Grundniveau aufweist. Mit beiden zusammen bildet das Ostbraunschweigische Hügelland (512) die Haupteinheitengruppe 51 Nördliches Harzvorland. Diese gehört, wie auch die Braunschweig-Hildesheimer Börde im Westen und die Magdeburger Börde im Osten, zur naturräumlichen Großregion 2. Ordnung der Lößbörden, die sich, unmittelbar im nördlichen Anschluss an die Mittelgebirgsschwelle, vom Lübbecker Lößland im Westen auf deutschem Boden bis zur Oberlausitz zieht.

## Naturräumliche Gliederung
Das Ostbraunschweigische Hügelland wurde im Handbuch der naturräumlichen Gliederung Deutschlands in der ersten Kartierung von 1954 definiert und ist, auf jene Grenzen bezogen, in der 6. Lieferung des Handbuchs von 1959 mit einer Fläche von 1277,1 km² angegeben. Eine aktualisierte Kartierung erschien im Jahr 1960. Eine feinere Gliederung erfolgte durch Theodor Müller, der auch den entsprechenden Abschnitt im Handbuch verfasst hatte, im Jahr 1962 auf Einzelblatt 1:200.000 87 Braunschweig. Das Bundesamt für Naturschutz hat, sich an Blatt 87 Braunschweig orientierend, eine Fläche von insgesamt 1349 km² ermittelt.

### Gesamtübersicht
Nachfolgend sind alle Unter-Naturräume des Ostbraunschweigischen Hügellandes angegeben; zusätzlich sind für (u. U. inselartige) Höhenzüge die Höhenlage über NHNsowie das anstehende Gestein (Buntsandstein, Muschelkalk, Keuper, Jura, Kreide sowie Löss) aufgeführt:
- (zu 51 Nördliches Harzvorland)
  - 512 Ostbraunschweigisches Hügelland
    - 512.0 Okerrandhöhen
      - 512.00 Beinumer Mulde
      - 512.01 Oder (bis 205 m; Kreide, im Norden mit Lössauflage)
      - 512.02 Thieder Lößhügelland (nördlicher Odersporn; Thieder Lindenberg, Kreide mit Lössauflage)
      - 512.03 Börßum-Braunschweiger Okertal
      - 512.04 Ösel (bis 156 m; Muschelkalk)
      - 512.05 Salzdahlumer Hügelland
      - 512.06 Wabeniederung

    - 512.1 Asse-Elm-Hügelland
      - 512.10 Remlinger Mulde
      - 512.11 Asse (am Südwestkamm bis 234 m; mittlerer Kamm Buntsandstein, Seitenkämme Muschelkalk)
      - 512.12 Heeseberg (bis 200 m; Buntsandstein, Nordostseite Muschelkalk)
      - 512.13 Schöppenstedter Lößmulde
      - 512.14 Sickter Hügelland
      - 512.15 Elm (bis 323,3 m; Muschelkalk)

    - 512.2 Helmstedt-Oscherslebener Mulde
      - 512.20 Dormhügelland
        - Dorm (bis 181 m[8]; Buntsandstein)
        - Rieseberg (bis 161 m[9]; Muschelkalk; gleichnamiges Naturschutzgebiet)

      - 512.21. Helmstedter Mulde
        - Elz (bis 158 m[10]; Kreide mit Dünendecke)
        - Eitz (früher: Eiz; Höhenzug bis 156 m, Wald aber nicht; Keuper mit Quartärdecke)

      - 512.22 Oscherslebener Mulde
      - 512.23 Schöninger Aue

    - 512.3. Eggenstedt-Marienborner Höhenzug (Jura mit Lössauflage)
      - 512.30 Hohes Holz (bis 208,8 m)
      - 512.31 Sommerschenburger Höhen (bis 211,1 m)

    - 512.4 Oberallergraben
    - 512.5 Eilslebener Lößplatten
      - 512.50 Siegerslebener Lößplatte
      - 512.51 Seelschenbruch
      - 512.52 Erxlebenerer Lößplatten
      - 512.53 Druxberger Hügelkette (an der Basis Kniel 205,3 m, Keuper; von nordwestlich Seehausens bis über Druxberge hinweg Endmoräne der Rißeiszeit, lössbedeckt)

Vom Autor Theodor Müller sind in der Beschreibung der Naturräume die Regionen 6. Ordnung detailliert hinsichtlich ihrer geologischen und landschaftlichen Beschaffenheiten umrissen worden. Die übergeordneten Regionen 5. Ordnung werden im Folgenden dargestellt.

### Okerrandhöhen
Die Okerrandhöhen (512.0) dehnen sich auf etwa 20 Kilometern von Süden nach Norden entlang des Börßum-Braunschweiger Okertals aus und umfassen linksseitig auf ganzer Länge die kreidehaltigen Höhenzüge Oderwald und den Thieder Lindenberg mitsamt der sich bis zum Salzgitter-Höhenzug erstreckenden von Kalkmergeln gefüllten Beinumer Mulde. Im Oderwald und in der Beinumer Mulde treten die bördentypischen Lössmächtigkeiten auf, die denen der sich westlich und nördlich an die Beinumer Mulde anschließenden Braunschweig-Hildesheimer Lößbörde (520) nahekommen. Diese beiden Teillandschaften  werden in neueren Darstellungen (z. B. Günther Schönfelder 2008) fast durchgängig zur Braunschweig-Hildesheimer Börde gerechnet. Speziell die Beinumer Mulde (512.00) wäre eine natürliche Fortsetzung der Lebenstedter Börde (520.6) nach Südosten.
Rechtsseitig der Okerrandhöhen schließt sich in der südlichen Hälfte die Remlinger Mulde als Unterraum des Asse-Elm-Hügellands an. Nördlich davon ragen der Ösel mit Muschelkalk und im Weiteren der Schiefer Berg des Salzdahlumer Hügellands mit Kreideschichten auf. Daran schließt sich östlich die durch Salzauslaugung entstandene und diluvial geprägte Wabeniederung als Abgrenzung zum Asse-Elm-Hügelland an.

### Asse-Elm-Hügelland

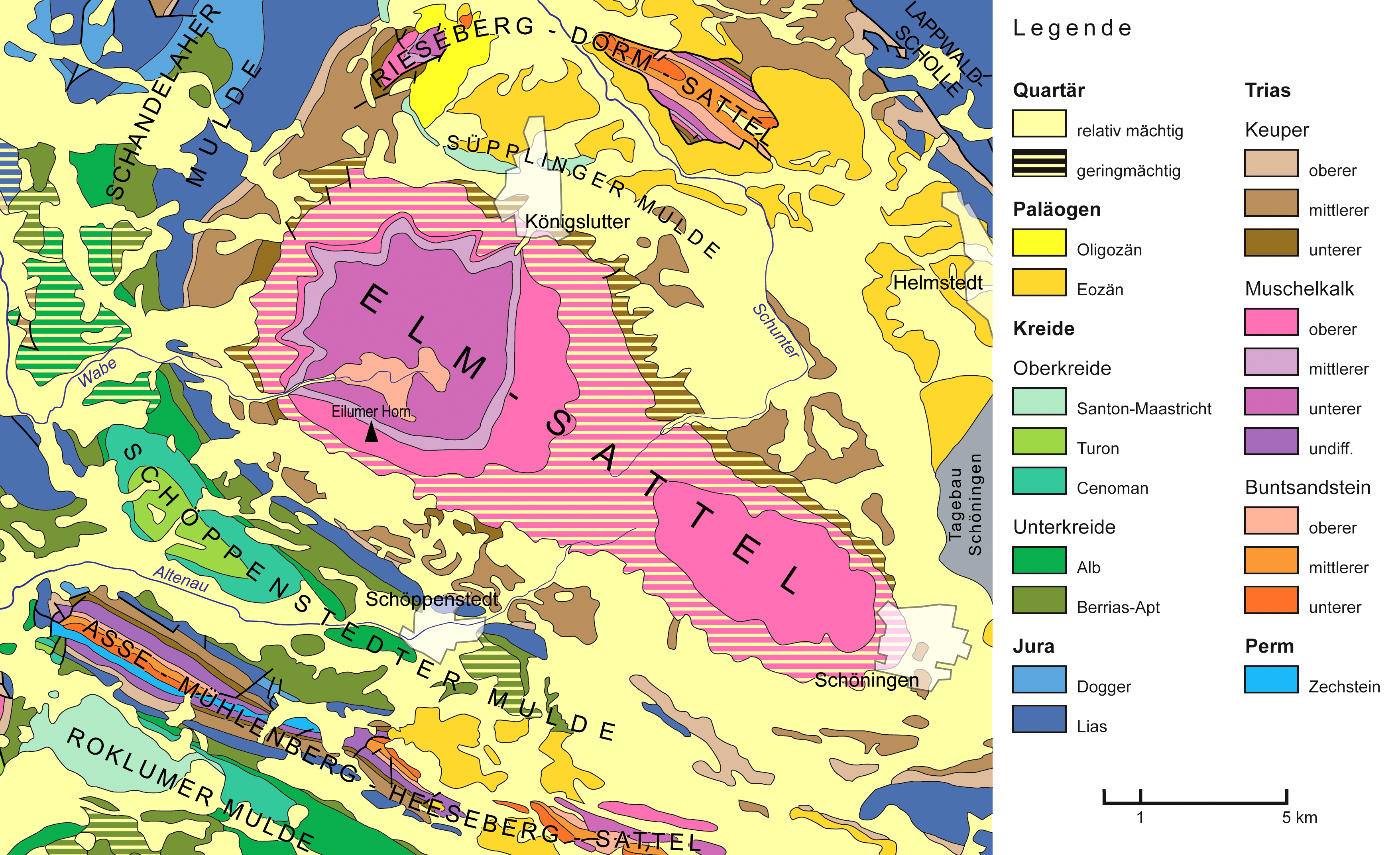
Geologische Karte der Elm-Region mit anschließenden Mulden

Im Asse-Elm-Hügelland (512.1), das sich vom Elm nach Südwesten bis in die Mündung des Schiffgrabens in die Oker zieht, treten in Höhenzügen immer wieder Gesteine des Trias an die Oberfläche. Landschaftstypisch sind die durch weitläufige Lößmulden (Schöppenstedter Mulde, Remlinger Mulde getrennten aufragenden Höhenzüge von Elm und der Linie von Asse bis zum Heeseberg. Im Nordwesten bildet das Sickter Hügelland den Übergang zum Ostbraunschweigischen Flachland (624).
Vom BfN werden die drei Höhenzüge Elm Asse Oderwald als eigene Landschaft unter der Nummer 51201 geführt. Alle drei sind reine Waldlandschaften vom Typ 2.1, geprägt von kalksteinhaltigen Böden und mit der vorherrschenden herzynischen Streichung.

### Helmstedt-Oscherslebener Mulde
In der Helmstedt-Oscherslebener Mulde (512.2), die sich unmittelbar südwestlich an den Eggenstedt-Marienborner Höhenzug schmiegt, sinken die Lössmächtigkeiten deutlich von Südosten nach Nordwesten; so hat die Oscherslebener Mulde (512.22), deren Zentrum sich nordwestlich der namensgebenden Stadt ungefähr bei Ausleben befindet, noch ausgeprägten Bördencharakter, während die Helmstedter Mulde (512.21) unmittelbar östlich des Elm (512.15) nur in den Gebieten um Schöningen und um Süpplingen vergleichbar gut ausgestattet ist. Nach Norden schließt das Dormhügelland (521.20) die Landschaft mit zwei nennenswerten Höhenzügen ab. Im Südwesten bildet die Schöninger Aue den Übergang zum Großen Bruch und zur Schöppenstedter Mulde.

### Eggenstedt-Marienborner Höhenzug
Der den Lappwald (624.3) nach Südosten verlängernde Eggenstedt-Marienborner Höhenzug (512.3) trennt den rein sachsen-anhaltischen Ostteil  von Oberallergraben und Eilslebener Lößplatten ab und besteht aus den beiden Höhen des Hohen Holz (512.30) und der Sommerschenburger Höhen (512.31).

### Oberallergraben
Der Handbuch-Autor Theodor Müller benennt die nicht weiter unterteilte Region 512.4 mit Oberallergraben. Er beschreibt eine zwei bis drei Kilometer breite und etwa 17 Kilometer lange Senke in herzynischer Richtung zwischen Beendorf im Nordwesten und Eggenstedt im Südosten, die um etwa 50 bis 75 Meter in die umgebenden Landschaftsteile eingesenkt ist. Während die Hänge aus Jura- und Trias-Gesteinen bestehen, findet man in der Grabensohle Grundmoränen aus der Riß-Kaltzeit, moorige Böden und Löß. Der Graben verläuft über einer Zerrspalte, in der Salzgesteine an die Oberfläche treten. Diese wurden zwischen 1900 und 1923 durch Kalibergwerke ausbeutet.

### Eilslebener Lößplatten
Die Eilslebener Lößplatten (512.5) schließen sich an den Oberallergraben (512.4) im Osten an und bilden den Übergang zur Magdeburger Börde (504). Die lössreichen Landschaften dieses Dreiecks werden nach Ostsüdosten durch die Druxberger Hügelkette (512.53) von der Magdeburger Börde getrennt; in ihrem Inneren liegt die Niederung des Seelschen Bruchs (512.51).

## Systematik in Niedersachsen
Unter dem Namen Ostbraunschweigisches Hügelland (Niedersachsen) werden zwei neu definierte Regionen bezeichnet, die der Niedersächsische Landesbetrieb für Wasserwirtschaft, Küsten- und Naturschutz (NLWKN) 2018 festgelegt hat: Zu den Kulturlandschaften in Niedersachsen wird unter der Ordnungsnummer K32 ein 1400 km² großes Gebiet gezählt, das sich im Nordosten bis Wolfsburg erstreckt, also in Bereiche des Ostbraunschweigischen Flachlands. Als Naturraum 7.2 wird ein ähnlich zugeschnittenes Gebiet definiert. Ein besonderer, rechtlich verbindlicher Schutzstatus ist mit der Klassifizierung nicht verbunden.